# Санкт-Иоганн-ам-Тауэрн
Санкт-Йохан-ам-Тауэрн (нем. Sankt Johann am Tauern) — коммуна (нем. Gemeinde) в Австрии, в федеральной земле Штирия. 
Входит в состав округа Юденбург.  Население составляет 528 человек (на 31 декабря 2005 года). Занимает площадь 84,77 км². Официальный код  —  6 08 19.

## Политическая ситуация
Бургомистр коммуны — Йохан Зимбюргер (АНП) по результатам выборов 2005 года.
Совет представителей коммуны (нем. Gemeinderat) состоит из 9 мест.
- АНП занимает 4 места.
- СДПА занимает 3 места.
- Партия St. Johann aktiv занимает 2 места.